# 比肯费尔德 (图林根州)
比肯费尔德（德語：Birkenfelde）是德国图林根州的市镇，隶属于艾希斯费尔德县。总面积为8.39平方千米，截至2023年12月31日总人口为530人。